# Orrdalsklint
De Orrdalsklint is met 129,1 meter de hoogste top van de Finse autonome regio Åland. Hij ligt aan de noordzijde van het hoofdeiland Fasta Åland, in de gemeente Saltvik, niet ver ten westen van Långbergen, met 116 meter de op een na hoogste top van Åland. In de steentijd waren dit twee kleine eilandjes in de Yoldiazee, en lag de rest van Åland nog onder water. De oudste tekenen van bewoning zijn dan ook hier gevonden, in de vorm van resten van nederzettingen die waarschijnlijk 's winters werden bewoond door robbenjagers die deze eilandjes over het ijs bezochten. Door de postglaciale opheffing kwam het land langzaam omhoog (momenteel bedraagt die stijging 6 mm per jaar), en daardoor werden er steeds lager langs de hellingen van deze bergen, langs de toenmalige kust, nieuwe nederzettingen aangelegd: in totaal hebben archeologen resten van 25 verschillende nederzettingen gevonden.
Op de top van de Orrdalsklint bevinden zich een uitkijktoren en een hut, die tijdens de Tweede Wereldoorlog werden aangelegd om het luchtruim in de gaten te kunnen houden.